# Rete tranviaria di Minneapolis
La rete tranviaria di Minneapolis è la rete di tranvie a servizio dell'area metropolitana di Minneapolis-Saint Paul, nello Stato del Minnesota. È gestita dalla Metro Transit, una divisione del Metropolitan Council.
La rete è lunga 35,1 km con 37 stazioni e si compone di due linee: la linea blu, aperta nel 2004, e la linea verde, aperta nel 2014. Costituisce, insieme alla linea Bus Rapid Transit rossa la rete di trasporti intermodali nota come Metro.

## La rete
| Linea       | Percorso                              | Apertura | Lunghezza | Stazioni |
| ----------- | ------------------------------------- | -------- | --------- | -------- |
| Linea blu   | Target Field ↔ Mall of America        | 2004     | 19,3 km   | 19       |
| Linea verde | Target Field ↔ Saint Paul Union Depot | 2014     | 18,0 km   | 23       |